# 八六学潮
八六学潮（台湾史学界又稱其为丙寅學運）是中国大陆各地高校学生自1986年12月5日至1987年1月2日发起的学生运动。
起因是位于安徽省合肥市的中国科学技术大学学生因不满合肥市西市区人大代表选举问题，抗議中共不遵守「新選舉法」、違法干涉基層民主選舉，联合合肥工业大学、安徽大学、安徽医科大学等高校4000余名学生走上街头發起“要求进行民主选举”的游行，由此引发全国范围的第一次学潮。随后湖北、上海、江苏、浙江、黑龙江、吉林、北京等省市高校的数万名学生上街游行。学潮在上海达到高潮，十几所上海高校学生上街游行示威。人数最多的一个星期裏，每日游行学生达数万人。同济大学、上海交通大学、上海财经大学等是上海学潮的主力。最后经地方政府和学校的疏导和阻止，并以北京的“元旦风波”被平息标志着学潮的结束，本次学潮历经了28天。
本次学潮被平息之后不久，1987年1月16日，时任中共中央总书记胡耀邦因受到党内保守派的施压而被迫在中共中央政治局扩大会议上主动请辞，由一致推選的趙紫陽代理；而“反对资产阶级自由化”运动在1月28日正式开始，直到1987年夏才結束。

## 背景

### 改革开放早期
1979年3月30日，时任中共中央副主席邓小平在“中共中央理论工作务实会”上提出必须坚持的“四项基本原则”，即：坚持社会主义道路，坚持无产阶级专政（1982年此条被修改为“坚持人民民主专政”），坚持中国共产党的领导，坚持马列主义、毛泽东思想。1982年，全国人大将“四项基本原则”写入《中华人民共和国宪法》。
到了1980年代，随着中国大陆改革开放政策的深入，“新启蒙运动”席卷中国大陆思想界，西方民主主义意识形态开始在各地高校学生中传播，其中对学生影响较深的有萨特所強調的「自由、尊嚴與作自己命運的主人」等观点。部分大学生产生了反对当局的想法，並對黨的“四项基本原则”开始渐渐失去信心。
1984年10月，在農村的經濟改革取得成功之後，中國政府的經濟改革目標從農村轉到城市。

### 学潮导火索
1985年12月，同济大学陈破空等10名研究生上书中共中央总书记胡耀邦，呼吁政治体制改革、推进民主进程。胡耀邦指派两名中宣部官员到上海与陈破空等研究生对话。这被视为八六上海学潮的预兆之一。胡耀邦被大学生视作中共高层改革派而受到尊崇。
1986年，城市的經濟改革遇到了障礙。原有的高度集權的經濟管理體制和黨政機構，在國家體改委推行簡政放權的情況下陽奉陰違，這樣的雙重決策嚴重影響了政府的行政效率。鄧小平認為，這種情況不能再繼續，必須同時進行經濟和政治體制改革，否則經濟體制改革就難以為繼。6月10日，时任中央军委主席邓小平，在与赵紫阳、余秋里和万里等人开会时谈到有关“政治改革”的话题。邓小平说：“1980年就提出政治体制改革，但没有具体化，现在应该提到日程上来。”“你这边往下放权，他那边往上收权，必然会阻碍政治体制改革，拖经济发展的后腿。”国内有关政治體制改革的討論开始达到熱潮，党内外各方學者紛紛建言献策。时任中國社會科學院马克思列宁主義研究所所長蘇紹智称：「政改要順利進行，首先要保證言论自由、出版、新聞自由」。时任中國科学技术大學副校長方勵之认为：「實行人民監督是政改成敗的關鍵環節，人民代表至少應擁有質詢權和彈劾權」。时任上海市社會科學院經濟史研究室主任丁日初说：「民主就是主權在民、人民有權」。同年6月28日，邓小平在中共中央政治局常委会议上做出指示，要求中央书记处“制定一个计划”，用一年的时间研究政治体制改革，然后做出行动纲领。9月中旬，时任國務院总理赵紫阳宣布成立“中央政治体制改革研讨小组”，并下设政治体制改革办公室，鲍彤被任命为政改办主任。11月，共青团安徽省委机关报《安徽青年报》與安徽省青年聯合會在合肥召開改革研討會；11月30日，时任国务院副總理萬里與合肥市當地12所高等院校校長召開有关「民主辦學」的探討会。

## 經過

### 合肥
1986年11月初，时任中国科学技术大学副校长方励之和时任中国作家协会副主席、《人民日报》记者刘宾雁到上海交通大学、同济大学向学生作演讲。同济大学研究生陈破空等人为方励之组织了规模空前的演讲会。
1986年11月30日—12月3日，中国科学技术大学部分学生在校园内贴出大、小字报鼓动师生抵制不久后的安徽省合肥市西市区人民代表大会代表选举，自荐参加合肥市西市区人大代表竞选。
1986年12月4日晚，方励之在中国科学技术大学校内竞选合肥市西市区人大代表的演讲会上说：“我认为民主不是从上到下给予的，是靠自己争取到的。”“民主只有靠大家的觉悟争取到才是可靠的，否则得到了会被收回去的”。
1986年12月5日，中国科学技术大学學生因不满合肥市西市区人大代表选举问题，联合安徽大学等高校4000余名学生走上街头游行，強調人們有權利提名自己的候選人，並在政治上擁有自身的發言權。學生还引用了1979年7月1日五届全国人大二次会议通過的《中华人民共和国第五届全国人民代表大会第二次会议关于修正〈中华人民共和国宪法〉若干规定的决议》裡“省、直辖市、设区的市的人民代表大会代表，由下一级的人民代表大会经过民主协商，无记名投票选举；县、不设区的市、市辖区、人民公社、镇的人民代表大会代表，由选民经过民主协商，无记名投票直接选举。”的条文。此次游行标志着“八六学潮”的正式开始。同日，中共上海市委在部分高校负责人会议上要求“改进学校工作，澄清模糊观念，不让学生上当”。

### 上海、深圳
1986年12月7日，上海同济大学出现第一张介绍合肥中国科学技术大学“12·5”游行情况的小字报，接着，上海交通大学、复旦大学校园内也相继出现内容相似的小字报。共青团上海市委在闻讯后立即展开了调查，并将情况上报。之後幾天，同濟大學校園中心出現大量宣揚民主、批判專制的大字報。
1986年12月9日，由於政府方面封鎖消息，也不对學生的主張予以回应，合肥市的高等院校发生学潮。包括中国科学技术大学、合肥工业大学、安徽大学、安徽农学院、安徽中医学院、安徽教育学院等大中专院校5,000多名学生，陆续上街游行，抗议合肥市人大未按法定程序组织进行选举工作。学生在游行中高呼“争取民主自由”、“打倒独裁”、“不自由毋寧死”等口号。在时任中国科学技术大学校长管惟炎、时任中国科学技术大学副校長方勵之和时任中国科学技术大学化学系主任、六届全国人大代表溫元凱與等人公開支持学潮的情况下，引起了包括武漢大學在内的武汉市高校的共鳴。12月9日，武漢市兩所大學約兩千五百名學生走上街頭示威，指責政府方面干預基層人大代表的選舉。
1986年12月10日，华东师范大学中文系84级学生贴出抵制校内体育活动的“倡议书”，有些班级贴出声援大字报，从“要民主”转向“要人权”。各校还贴出其它一些标语。
1986年12月14日，深圳大學學生不滿校方推行的其中兩項條款，按前一學期的學習成績和學分分數而分級收費及重修的安排，加重他們的經濟負擔和學習壓力，近千名學生在校內遊行，在要求接見負責人不遂後繼而走到廣深公路遊行至晚上10時。
1986年12月15日，深圳大學校方發出公告表示相關條款暫緩執行，但學生認為校方只是為了拖延，沒有誠意。在晚上8時，千多名學生再在校內遊行，繼而分兩路走到廣深公路，一路往深圳方向，一路往南頭方向，學生在路上攔截汽車。深圳市公安局派出警察維持治安，並封鎖廣深公路香蜜湖至南頭段。學生至凌晨1時半才散去。
1986年12月17日，深圳市政府與深圳大學校方負責人開會，鑑於學生的激烈反對，決定停止執行相關條款，並立即在校園貼出公告。學生認為校方已有滿意答覆，決定停止遊行。
1986年12月18日，同濟大學1,000多名學生以「民主、自由、人權」為口號舉行街頭遊行，部分学生更是自12月18日起连续5天上街游行。当晚，共青团上海市委邀请时任上海市市长江泽民到上海交通大学直接与学生对话。學潮期間，同濟大學先後成立了領導學潮的獨立學生組織，包括本科生的學運促進會和研究生的學運組委會。
1986年12月19日，上海财经大学校园里出现了六张“要人权、要自由”的大字报。当天下午，同濟大學聯合復旦大學、上海财经大学、上海交通大学等几所高校共約5000名學生，上街高舉「爭民主」、「爭自由」的標語游行，并在人民广场集会，希望面見上海市市長江澤民。当晚6点，上海财经大学派出一辆大客车去人民广场接学生，但未接到（事后知道学生已移到外滩）。傍晚7点多钟，部分参加游行的学生涌到上海市人民政府门口，造成外滩一带交通阻塞。晚上8点，时任上海市副市长叶公琦与部分学生代表进行对话。深夜，时任上海市市长江泽民赶到市政府大楼，劝在场学生返校。这时，同济大学、上海交通大学又有800余名学生赶来。人群中出现少数人殴打民警、砸毁市府办公室玻璃等现象，共青团上海市委派出36名机关干部协助市政府做学生“思想工作”。
1986年12月20日，上海天氣寒冷，卻成爲學潮最高峰的一天。凌晨，上海市公安局采取行动，強行驅散近千名靜坐示威的學生，用汽车把学生分别押送回学校。由於强行驱散的手段引起示威学生的不滿，隨後約有六、七萬名學生與上海市民集結在人民廣場，向市政府方面提出四點要求：1、要求民主；2、要求新聞自由；3、承認民主運動合法；4、保證學生人身安全。到早晨6时左右，上海财经大学仍有学生在外滩参加集会。下午5时以后，上海财经大学约有两百名学生在外滩、人民广场等地集会、游行、演说。当晚，时任上海财经大学副校长陈和本带领系总支书记、班主任等去人民广场和外滩做学生工作，并派车押送学生。同日，廣州中山大學400名學生发起聲援合肥中国科大的游行活动，聚集到广州市人民政府门前示威，向政府代表提出5項訴求：1、要求實行競選制度；2、（学生）指責人大是「鳥籠」，要求三權分立；3、反對搞“第三梯隊”；4、要求新聞、出版自由；5、改善校園生活環境。
1986年12月21日，早上，上海财经大学国定路校区贴出了一张学生大字报，要大家“九点在校门口集中去游行”。早上9时50分，上海财经大学约有二十名学生离校前往，部分校、系领导在学生队伍中边走边做工作，部分学生在中途返回学校。下午4时后，上海财经大学派车接回在外滩、人民广场的学生。同日，新華社报道稱「上海游行大學生打傷31名民警，民警無一還手」，同濟大學学生發出大量油印傳單，抗議上海市人民政府發言人和新闻媒体掩蓋事實真相、歪曲事實欺騙群眾。
1986年12月22日，上海财经大学约有二十名学生打着校旗同上海外国语学院学生一起在上海市第一百货商店附近游行。校园内又贴出了约三十张大、小字报，标语。同日，江苏省南京市的四所大學学生聚集在江蘇省人大常委會门前，高喊「還我民主與自由」。

### 北京
1986年12月23日，在北京，清華大學近千名學生聯合北京大學、中国人民大學的学生走上北京市街頭聲援合肥及上海的游行。在安徽合肥，包括中国科学技术大学、安徽工学院、合肥联合大学在内共1,000多名学生，打着“声援上海学生”、“抗议暴行”等标语上街游行，到合肥市人民政府广场静坐，并向市政府秘书长提出了10点要求，即《中国科大师生关于民主化进程的宣言》。此次学潮也陆续波及阜阳、徽州、安庆、芜湖、铜陵等安徽省地市的大专、中专学生。在上海，上海市人民政府发表“发言人答记者问”，表示“理解学生们关心改革的热情，但不赞成上街游行的方式”。同日，在民盟中央委员、上海财经大学顾问李鸿寿教授的倡议下，上海财经大学三十五名教授联名书写了《告同学书》。当晚，《告同学书》在学校里广播。第二天，《文汇报》第二版作了转载。而在政府方面，中國官方媒體《人民日报》打破沉默发表题为《珍惜和发展安定团结的政治局面》的社论，称“安定团结的政治局面，是我国社会主义现代化建设成败的关键，也是坚持改革、开放最重要的保证”“民主不能離開四項基本原則，政治體制改革只能在黨的領導下進行，旗幟鮮明的反對資產階級自由化”。
1986年12月24日，时任上海财经大学副校长陈和本、团委书记刘永章及宣传部干部与三位学生代表进行了对话。
1986年12月25日，上海财经大学国定路校区出现了几张大字报和标语。
1986年12月26日，北京市人大常委会通过《北京市关于游行示威的若干暂行规定》，对北京地区的游行示威活动作了具体规定和限制。
1986年12月27日，上海市的学潮逐渐开始平息。
1987年1月1日清晨，当时的北京市海淀广播站开始广播“北京市关于游行示威的《十条》（即《北京市关于游行示威的若干暂行规定》）”，广播宣布未经批准的游行是非法游行，参加非法游行者将被依法惩办。当时许多高校干部在各高校学生宿舍门口观察学生出入情况，但仍然有包括北京大学在内的部分各高校学生前往天安门广场和东长安街集会游行。傍晚，参与游行的学生被抓的消息传到北大校园。据估计，游行学生中有83人被捕，其中北大学生有35人。北大学生立即在校内集会游行，即为“元旦风波”。游行学生向政府方面提出了包括释放全部被捕学生，公正报道学潮等4条要求。随后约5,000余名学生游行前往天安门广场和公安部。
1987年1月2日凌晨，政府释放了全部被捕的北京学生，八六学潮被平息。

### 结束
至此，北京的“元旦风波”被平息，标志着前后历时28天的“八六学潮”结束。
八六學潮沿襲「北京之春」，以「不自由毋寧死」、「沒有民主就沒有現代化」的口號來表達不滿。學潮由合肥爆發，得到北京、天津、哈爾濱、大連、蘭州、鄭州、西安、成都、衡陽、揚州、杭州、南京、上海、昆明、广州、深圳、長沙、湘潭、重慶、武汉等20座城市150所高校学生的串聯響應。部分学生也藉由示威活動反映对学校教育教学方式、校园环境和学生待遇的不满。

## 后续影响
1986年12月27日，中共保守派高層邓力群、王震、胡乔木、彭真、薄一波、余秋里、杨尚昆七人一起到鄧小平家裡，分析了學潮的嚴重性和危險性，將學潮的爆發歸咎為自由化知識分子煽動，以及時任中共中央總書記胡耀邦，的縱容，認為胡耀邦應該為當前局勢負責。
1986年12月30日上午，时任中共中央顾问委员会主任邓小平就学潮问题同胡耀邦、赵紫阳、万里、胡启立、李鹏、何东昌等人谈话时指出：“学生闹事，大事出不了，但从问题的性质来看，是一个很重大的事件。”“凡是闹得起来的地方，都是因为那里的领导旗帜不鲜明，态度不坚决。这也不是一个两个地方的问题，也不是一年两年的问题，是几年来反对资产阶级自由化思潮旗帜不鲜明、态度不坚决的结果。要旗帜鲜明地坚持四项基本原则，否则就是放任了资产阶级自由化。”“我们讲民主，不能搬用资产阶级的民主，不能搞三权鼎立那一套”。“我们执行对外开放政策，学习外国的技术，利用外资，是为了搞好社会主义建设，而不能离开社会主义道路。”同日，中共安徽省委召开常委会，学习中央领导人关于学潮问题的讲话精神，提出“解决学潮问题”的6条意见。
1987年1月1日，《人民日报》发表元旦献词《坚持四项基本原则是搞好改革、开放的根本保证》，社论称“要使经济持续稳定地发展，把经济体制改革继续推向前进，搞好改革开放，必须坚持四项基本原则，旗帜鲜明地反对资产阶级自由化思潮”。
1987年1月2日，在邓小平就学潮问题发表谈话3天以后，胡耀邦写了一封为题《向小平同志交心》的信给邓小平，“承认错误，作了自我批评”，还表示了这样一个意思：自己不适宜再担任总书记，愿意主动辞去总书记职务。
1987年1月6日，针对1986年10月始在合肥、上海、深圳、北京等地相继发生学潮，出现学生游行示威的情况，中共中央决定将《邓小平同志关于当前学生闹事问题的讲话要点》传达到全党和全国人民。
1987年1月10日—15日，根据中共中央政治局常委会决定，在党中央一级召集了党的生活会。会上胡耀邦向中央政治局提出辞去中共中央总书记职务的要求。
1987年1月12日，中共中央、国务院决定改组中国科学技术大学领导班子。时任中国科学技术大学校长管惟炎和副校长方励之同时遭到撤职，管惟炎和方励之调中国科学院有关研究所从事研究工作。同日，中共中国科学院党组决定：免去管惟炎中国科学技术大学党委副书记和研究生院院长职务，管惟炎调北京物理所任研究员，方励之调北京天文台任研究员。
1987年1月13日，国务院发出通知，决定成立中华人民共和国新闻出版总署（2013年3月十二届全国人大一次会议后改组为“国家新闻出版广电总局”）。该署负责全国新闻、出版事业的管理工作。同日，中共中央纪委发出《关于共产党员必须严格遵守党章》的通知。要求共产党员必须自觉地遵守党章，严格执行党的纪律，在思想上政治上同党中央保持高度的一致，坚定不移地贯彻执行党中央制定的路线、方针、政策和决议。坚决同一切违背党章的错误言行进行斗争，是各级党的组织和每个党员义不容辞的职责。不管是谁，如果违犯党的政治纪律，违背四项基本原则，宣扬资产阶级自由化，就要受到党的纪律处分。对于少数不顾党组织一再警告，恣意妄为的，严重危害党的人，要坚决清除出党，以保持党的纯洁性。同日，时任《上海文学》编辑部副主任、中国作家协会第四届理事、中国作家协会上海分会第五届理事的王若望被中共上海市纪委开除党籍。
1987年1月15日，中共中央又决定将邓小平在中国共产党十二届六中全会上关于反对资产阶级自由化问题的讲话传达到全党。
1987年1月16日，邓小平主持了中共中央政治局扩大会议，对胡耀邦进行了严肃的批评。在会议上，时任中共中央总书记胡耀邦因為「主張思想解放」等「重大政治問題上的失誤」而辞去总书记的职务，由一致推選的趙紫陽代理。
1987年1月17日，中共安徽省纪委宣布开除原中国科学技术大学副校长方励之的党籍。
1987年1月23日，时任中国作家协会副主席、《人民日报》记者刘宾雁被中共《人民日报》机关纪律检查委员会开除党籍。
1987年1月28日，中共中央发出《关于当前反对资产阶级自由化若干问题的通知》，要求各级党组织必须充分认识反对资产阶级自由化斗争的“重要性和长期性”。但与中共历次党内政治斗争所不同的是，中共规定这场斗争“严格限于党内”，而且主要在政治思想领域内进行，不搞政治运动。随着“反对资产阶级自由化”运动正式開始，国内媒体纷纷载文批判资产阶级自由化言论，其中方励之、王若望、刘宾雁的言论受到重点批判。资产阶级自由化思潮被视为“八六学潮”的主要思想根源。
1987年3月9日－14日，中共中央宣传部召开全国宣传部长会议，贯彻1987年以来中共中央发出的关于坚持四项基本原则、反对资产阶级自由化的有关文件精神，讨论和研究当前宣传理论工作和报刊的整顿问题。时任中共中央代理总书记赵紫阳在会上发表讲话。
1987年5月13日，中共中央在北京召开“宣传、理论、新闻、党校干部会议”，时任中共中央代理总书记赵紫阳发表讲话。赵紫阳在讲话中宣布“资产阶级自由化思潮泛滥的情况已经扭转，大气候变化了，局势已经控制了”，并批评了党内保守派企图将反对资产阶级自由化运动“扩大化”的论调，称“所谓打破四号文件‘框框’的论调，是一种不负责任的言论”“这种论调，同我们反对资产阶级自由化、坚持四项基本原则的宗旨没有共同之点”。这次讲话标志着由“八六学潮”所引发的一系列政治风波的结束、以及反资产阶级自由化运动的结束，表明中共十三大将把政治改革计划列入会议内容。前中央政治体制改革研讨小组办公室成员吴伟评论赵紫阳的讲话称：“这是一篇精彩的讲话，它在理论上、实践上给了左派们想用反‘自由化’阻挡改革开放的企图以致命一击，后来被人们称为赵紫阳‘5.13讲话’。”
八六学潮中“要民主，要自由，要人權，反官僚，反腐敗”的口號聲，震驚中南海。党内保守派高层將學潮的爆發歸咎于持“资产阶级自由化”观点的知識分子煽動，迫使胡耀邦辭職，亦為六四事件埋下伏筆。部分八六学潮参与者决心继续推动中国民主化进程。陈破空于1987年毕业后分配到广州中山大学任教，开始在广州传播八六学潮争民主的主题思想，与广州当地的活跃人士一道，策划1989年的民主运动，并成为在广州的发起人和组织者。积极参与八六学潮的北京大学研究生刘刚、封从德等人后来也分别成为北京八九学运的发起人和组织者。